# Gratka.pl
Gratka.pl – jeden z największych polskich serwisów ogłoszeniowych, który jest częścią Grupy Morizon-Gratka Sp. z o.o. i należy do Grupy Ringier Axel Springer Polska. Platforma umożliwia użytkownikom zamieszczanie i przeglądanie ogłoszeń z różnych kategorii, przede wszystkim z branży nieruchomości, ale także motoryzacji. Baza serwisu obejmuje szczegółowo opisane oferty nieruchomości, w tym zagraniczne. Gratka.pl jest skierowana zarówno dla użytkowników indywidualnych, jak i klientów biznesowych. 
Serwis powstał w 2000 roku i początkowo należał do Polska Press sp. z o.o. 26 lutego 2020 roku został sprzedany spółce Ringier Axel Springer Media AG (obecnie Grupa Ringier Axel Springer Polska).  

## Pozycja na rynku
Gratka.pl powstała w 2000 roku, 4 lata później była największą bazą ogłoszeń w Polsce, gromadzącą 550 tysięcy ofert. Serwis odwiedzało miesięcznie 990 tysięcy unikalnych użytkowników. Według danych Gemius/PBI, w lipcu 2018 roku średnia liczba realnych użytkowników serwisu wyniosła ponad 3,3 mln miesięcznie. W maju 2022 roku serwis odnotował 4,2 mln wyświetleń i 2,1 mln unikalnych użytkowników. Na dzień 30 czerwca 2022 roku w kategorii nieruchomości dostępnych było ponad 200 tys. ofert . W IV kwartale 2024 roku, według danych z badania Gemius/PBI, z serwisu korzystało ponad 1,6 miliona realnych użytkowników miesięcznie.    

## Wykorzystanie sztucznej inteligencji
Grupa Morizon-Gratka angażuje się w rozwój technologii, w tym sztucznej inteligencji, aby zapewnić użytkownikom nowoczesne narzędzia ułatwiające proces wyszukiwania, zakupu i wynajmu nieruchomości. Gratka.pl wykorzystuje system wyszukiwania oparty na języku naturalnym i sztucznej inteligencji. Technologia, inspirowana rozwiązaniami takimi jak ChatGPT, umożliwia użytkownikom formułowanie zapytań w prosty sposób, co znacznie ułatwia proces znajdowania odpowiednich ofert nieruchomości.  

## Zespół
Gratka.pl jest zarządzana przez zespół ekspertów, którzy dążą do ciągłego rozwoju platformy. W skład kadry menedżerskiej Grupy Morizon-Gratka wchodzą:
- Łukasz Szymak – Prezes Zarządu[10]
- Michał Jaskólski – Wiceprezes Zarządu, Chief Innovation Officer[8]
- Aneta Sobolewska – Dyrektor Sprzedaży, Chief Revenue Officer[11]
- Anna Juchimiuk – Dyrektor Marketingu, CMO[11]
- Piotr Hrebieniuk – Dyrektor Product i IT, CPTO[12]
- Damian Bielkiewicz – Dyrektor Kontrolingu[11]
- Marcin Bernad – Dyrektor Data & Analytics[11]

## Kluczowe produkty
Gratka.pl oferuje m.in. następujące usługi:
1. Ogłoszenia w wielu kategoriach – m.in. Mieszkania[13], Domy[14], Działki[15], Komercyjne[16], Pokoje[17], Garaże[18], Inwestycje deweloperskie[19], Motoryzacja[20].
2. Konwersacyjny Asystent AI – konwersacyjny Asystent AI, który działa jako wirtualny doradca w zakresie nieruchomości. W jego rolę wciela się wirtualny piesek, pełniący funkcję pomocnika dla użytkowników. Asystent potrafi uczyć się i dostosowywać do oczekiwań nabywców, analizując ich preferencje w czasie rzeczywistym[21][2]. Dzięki technologii AI, użytkownicy mogą wyłowić z licznych ofert te najlepiej dopasowane. Asystent AI dostarcza również informacje rynkowe, takie jak średnie ceny nieruchomości czy szacowane koszty kredytów hipotecznych[22].
3. Interaktywne mapy – Sztuczna inteligencja w Gratka.pl wspiera automatyzację analizy dużych zbiorów danych. Użytkownicy mogą korzystać z interaktywnych narzędzi, takich jak mapy, które oferują pełen obraz okolicy i dostępność lokalnych usług[22]. Jedna z funkcji interaktywnych map serwisu umożliwia przeszukiwanie całej oferty nieruchomości, podczas gdy druga dostarcza szczegółowych informacji na temat cech konkretnej lokalizacji. Obejmuje to m.in. dostępność usług, szkół, transportu publicznego oraz innych aspektów, które mają znaczenie przy wyborze miejsca zamieszkania. Użytkownicy otrzymują informacje o czynnikach wpływających na komfort życia, takich jak pobliskie tereny zielone, średni poziom hałasu czy plany inwestycyjne w danej okolicy[22][2][23].
4. Dedykowane sekcje dla branż – Gratka.pl oferuje dedykowane sekcje dla różnych branż, co pozwala na lepsze dostosowanie usług do specyficznych potrzeb użytkowników. W szczególności, platforma wspiera: agencje nieruchomości, deweloperów czy firmy motoryzacyjne[24].
5. Formaty reklamowe – Gratka.pl oferuje różnorodne formaty reklamowe, które umożliwiają promowanie ogłoszeń oraz ofert partnerów biznesowych. Wśród dostępnych formatów znajdują się ogłoszenia sponsorowane, billboardy, bannery[25].

## Partnerstwa strategiczne
Gratka.pl rozwija partnerstwa z kluczowymi partnerami rynku mediowego i internetowego:  
- Ringier Axel Springer Polska Sp. z o.o.: partnerstwo to obejmuje takie serwisy jak Onet.pl[26], Business Insider oraz Forbes.pl[27][28].
- Allegro: współpraca z jednym z największych polskich serwisów e-commerce pozwala na synergiczne działania, które mogą przyciągnąć nowych użytkowników i zwiększyć widoczność ofert[29][28].
- Polska Press Sp. z o.o.: partnerstwo umożliwia dotarcie do użytkowników serwisów w domenie naszemiasto.pl[28].

## Historia
Historia serwisu Gratka.pl jest ściśle związana z rozwojem rynku ogłoszeniowego i sukcesem grupy Morizon-Gratka. Ważnym momentem w historii serwisu była zmiana właściciela na początku 2020 roku. 26 lutego 2020 r. ogłoszono zakup 100% udziałów spółki Gratka Sp. z o.o. przez Ringier Axel Springer Media AG. 
W marcu 2020 r. uruchomiono współpracę z portalem Onet.pl (należącym do tego samego koncernu) – na stronie głównej Onetu pojawiły się widżety kierujące do kluczowych kategorii ogłoszeń Gratki (nieruchomości, motoryzacja, praca), a sam serwis objęto szeroką kampanią promocyjną. W kolejnych miesiącach Ringier Axel Springer sfinalizował również przejęcie większościowego pakietu akcji spółki MZN Property S.A. (właściciela m.in. portalu nieruchomości Morizon.pl), integrując tym samym Gratkę z biznesem ogłoszeniowym RAS w segmencie nieruchomości. 
Rozwój serwisu jest kontynuowany także w kolejnych latach pod nowymi strukturami. We wrześniu 2024 roku zaprezentowano całkowicie nową odsłonę Gratka.pl – wdrożono odświeżone logo i identyfikację wizualną oraz szereg nowatorskich funkcji opartych na sztucznej inteligencji.
Wprowadzono m.in. konwersacyjnego Asystenta AI (przedstawionego jako wirtualny pies – maskotka marki), który pomaga użytkownikom wyszukiwać oferty dopasowane do ich oczekiwań. Te innowacje mają na celu zwiększenie intuicyjności serwisu i poprawę doświadczenia użytkowników w realizacji transakcji.
Kluczowe daty w rozwoju marki to:
- 1996 – Powstaje Melog.com, jako jedno z pierwszych przedsięwzięć cyfrowych na polskim rynku[33].
- 2000 – Powstaje Gratka.pl oraz serwis Oferty.net, które szybko zyskały popularność jako platformy ogłoszeniowe[34].
- 2008 – Uruchomienie serwisu Morizon.pl, dedykowanego rynkowi nieruchomości[35].
- 2013 – Morizon przejmuje Nportal.pl, wzbogacając swoje portfolio o kolejne serwisy[36].
- 2014 – Grupa Melog łączy siły z Morizon S.A., co przyczynia się do wzmocnienia pozycji na rynku ogłoszeniowym[33].
- 2016 – Do Morizon S.A. dołącza FinPack Sp. z o.o.[37] a także powstaje Lendi Sp. z o.o., wprowadzając innowacje w obszarze finansowania nieruchomości.
- 2017 – Morizon S.A. zmienia nazwę na MZN Property S.A., kontynuując rozwój w nowej strukturze organizacyjnej[38].
- 2020 – Ringier Axel Springer Media AG przejmuje większościowy udział w MZN Property S.A., co skutkuje powstaniem Grupy Morizon-Gratka Sp. z o.o.[39]
- 2022 – Uruchomiona zostaje nowa odsłona serwisu Noweinwestycje.pl, rozszerzając portfolio grupy[40].
- 2024 – Grupa Morizon-Gratka odsłoniła 18 września 2024 roku zupełnie nową wersję serwisu Gratka.pl[2].

## Aktywność
Gratka.pl angażuje się w inicjatywy wspierające rozwój branży nieruchomości oraz promowanie dobrych praktyk rynkowych. W ramach swojej działalności organizuje i wspiera różnorodne wydarzenia oraz konkursy, które przyczyniają się do podnoszenia standardów w branży nieruchomości. 

### Konkurs Wizjery

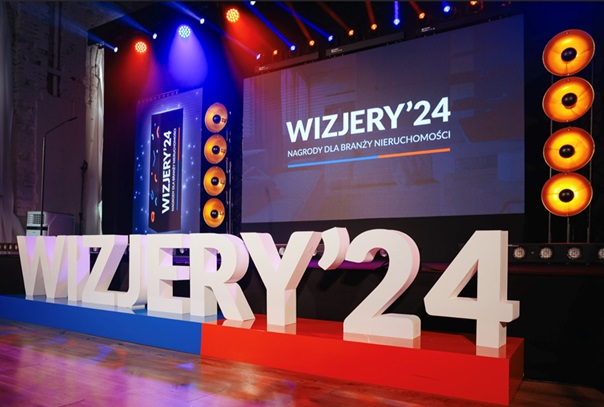
Konkurs Wizjery'24 – nagrody dla branży nieruchomości

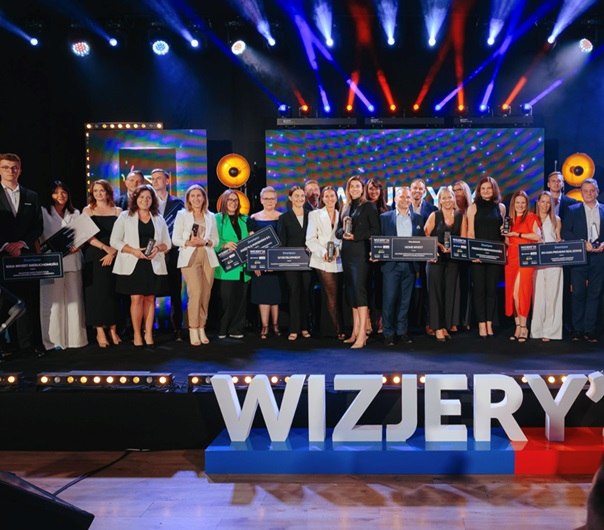
Laureaci konkursu Wizjery'24

Konkurs Wizjery jest inicjatywą organizowaną przez Gratka.pl we współpracy z serwisem Morizon.pl. Celem konkursu jest wyróżnienie deweloperów oraz pośredników w obrocie nieruchomościami, którzy odznaczają się wysokim poziomem profesjonalizmu, innowacyjności i skuteczności w obsłudze klientów. 
Zgłoszenia oceniane są corocznie przez niezależne jury złożone z ekspertów branżowych oraz przedstawicieli mediów. Ocenie podlegają m.in. następujące kategorie:
- Najlepszy Deweloper Roku,
- Najlepszy Pośrednik Roku,
- Najbardziej Innowacyjny Projekt.

Laureaci otrzymują statuetki oraz tytuły, które podkreślają ich pozycję na rynku nieruchomości. Gala finałowa, podczas której ogłaszani są zwycięzcy, stanowi okazję do wymiany doświadczeń oraz nawiązywania kontaktów biznesowych. 

### Dzień Pośrednika Nieruchomości
Gratka.pl wspiera Dzień Pośrednika Nieruchomości, obchodzony corocznie 30 marca. Jest to wydarzenie dedykowane specjalistom zajmującym się pośrednictwem w sprzedaży, wynajmie i kupnie nieruchomości. Gratka.pl, we współpracy z Morizon.pl, promuje to święto, podkreślając znaczenie pracy pośredników w branży nieruchomości. 
Z tej okazji organizowane są wydarzenia branżowe, webinary oraz publikowane materiały informacyjne, które akcentują rolę pośredników w realizacji potrzeb klientów dotyczących zakupu lub wynajmu nieruchomości. Inicjatywa ta ma na celu zwiększenie świadomości społecznej na temat odpowiedzialności i profesjonalizmu związanego z tym zawodem.

## Kategorie ogłoszeń na Gratka.pl
Gratka.pl oferuje dostęp do kilku kategorii ogłoszeń:
- Gratka Nieruchomości: Kategoria ta zawiera oferty sprzedaży i wynajmu nieruchomości na rynku pierwotnym i wtórnym z całej Polski, obejmujące mieszkania, domy, działki oraz lokale użytkowe[16].
- Gratka Motoryzacja: W tej kategorii znajdują się oferty sprzedaży samochodów, motocykli oraz części zamiennych, zarówno nowych, jak i używanych[43].
- Gratka Praca: Kategoria ta obejmuje oferty pracy z Polski i zagranicy, w tym propozycje zatrudnienia dla pracowników fizycznych oraz sekcję porad dla osób poszukujących pracy[44].